# Jonathan Hill
Jonathan Hopkin Hill, barone Hill di Oareford (Londra, 24 luglio 1960), è un politico britannico.

## Biografia
Politico conservatore, è stato membro e capogruppo del suo partito nella camera dei Lord britannica.
Il 10 settembre 2014 Jean-Claude Juncker, nuovo presidente della Commissione europea, ha designato Lord Hill Commissario europeo per la stabilità finanziaria, i servizi finanziari e il mercato unico dei capitali. Dal 1º novembre 2014 ha assunto l'incarico in seno alla Commissione Juncker. Il 25 giugno 2016 ha annunciato le dimissioni a seguito dei risultati del referendum sulla permanenza del Regno Unito nell'Unione europea. Egli ha concluso il suo mandato il 15 luglio seguente; dal giorno successivo il suo incarico è stato assunto dal vice-presidente Valdis Dombrovskis.